# Unfallhilfswagen

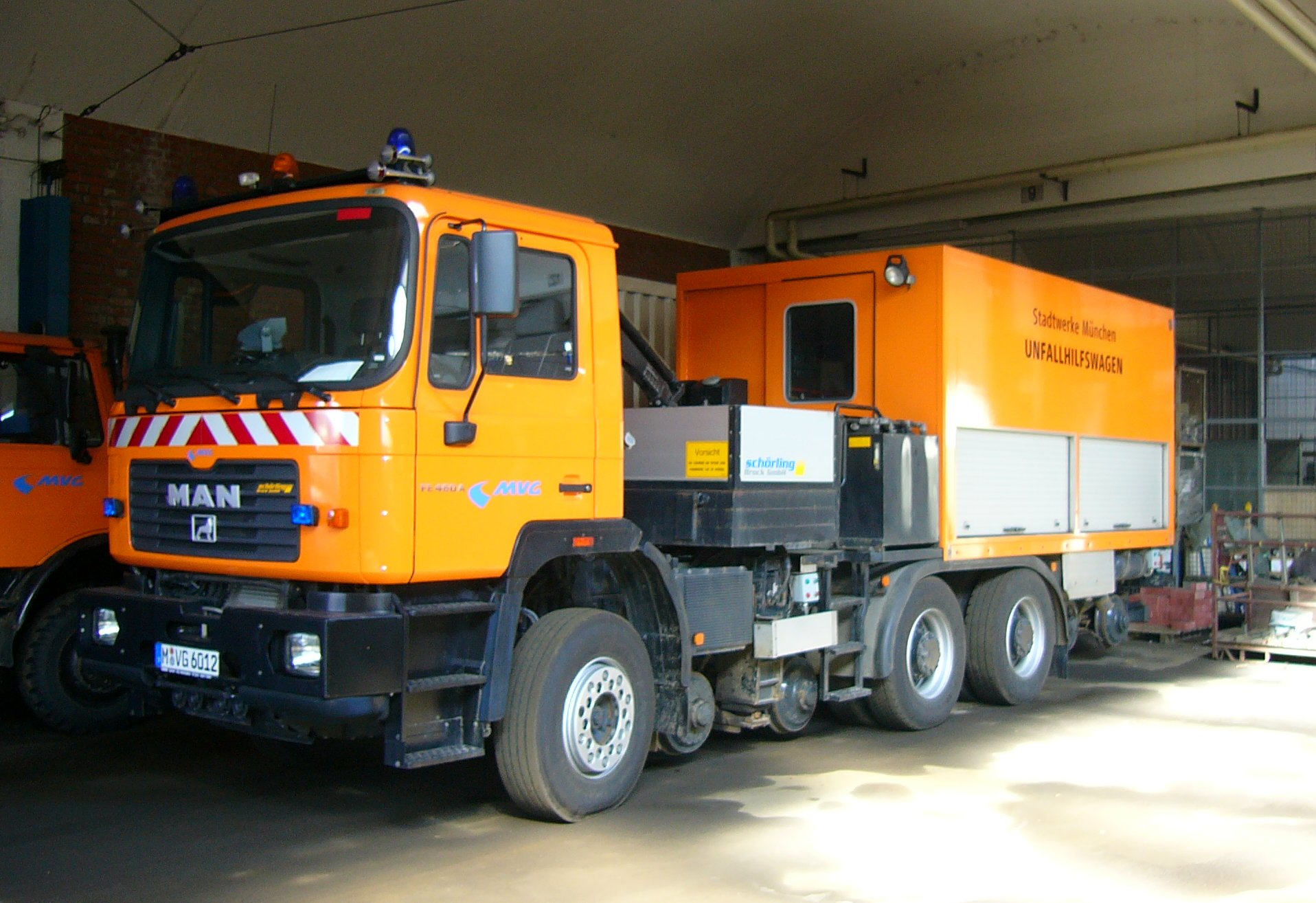
Abb. 1: Unfallhilfsfahrzeug der Münchner Verkehrsgesellschaft für Straßenbahnen

Ein Unfallhilfswagen (auch Unfallhilfsfahrzeug) ist ein Nutzfahrzeug, das bei Unfällen von öffentlichen Verkehrsmitteln technische Hilfe leisten kann.
Die Fahrzeuge dürfen nur dann mit Sondersignalen ausgerüstet sein (Einsatzfahrzeug), wenn sie nach dem Fahrzeugschein als „Unfallhilfswagen öffentlicher Verkehrsbetriebe mit spurgeführten Fahrzeugen, einschließlich Oberleitungsomnibussen, anerkannt sind“, vergleiche § 52 Abs. 3 Nr. 3, § 55 Abs. 3 StVZO. Zur Hilfeleistung sind die Wagen mit Werkzeug ausgerüstet. Hintergrund dieser Vorschrift ist, dass bei elektrifizierten Bahnen und Oberleitungsbussen eine besonders schnelle Hilfeleistung bei Unfällen wünschenswert ist. 

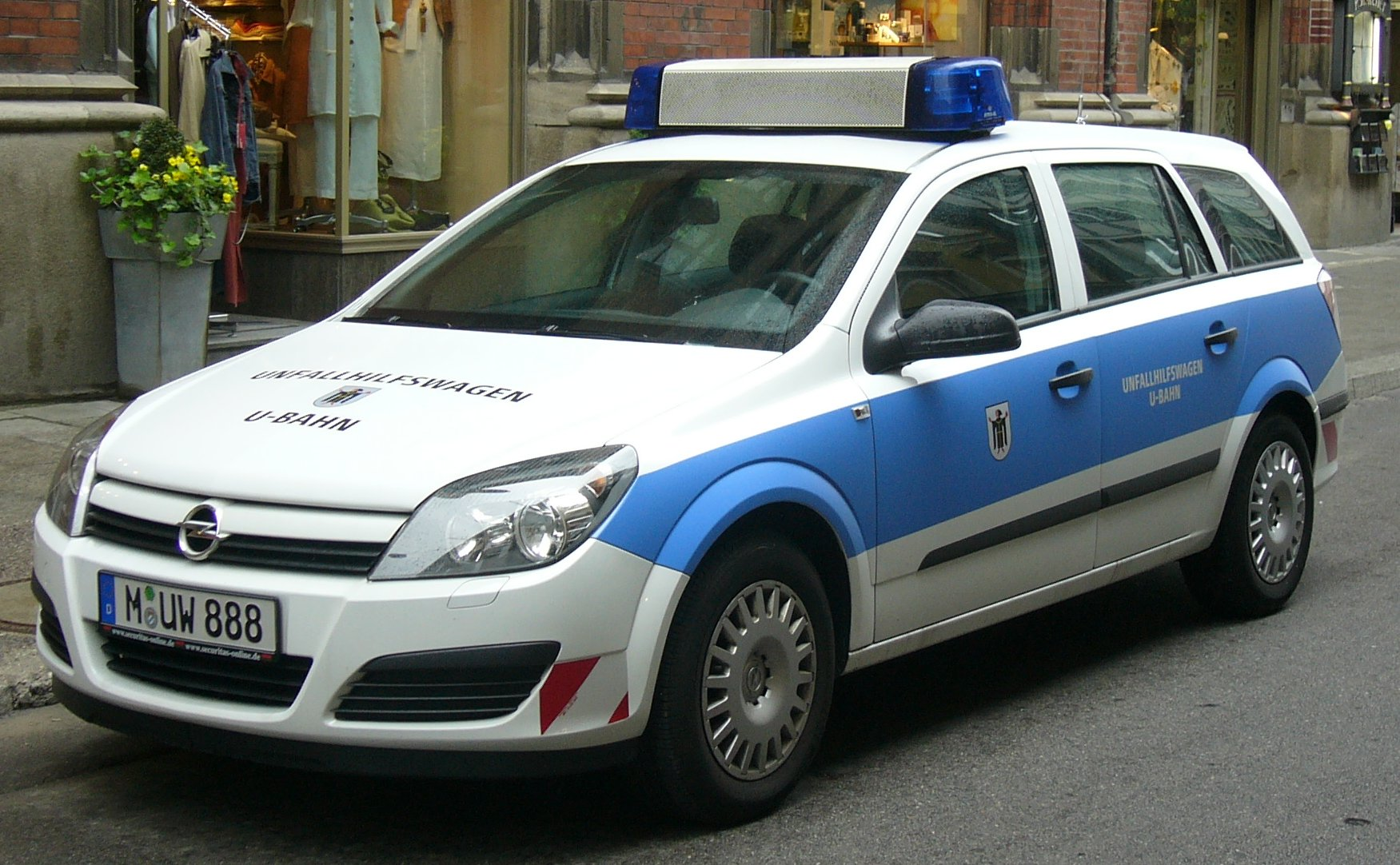
Abb. 2: Einer der wenigen Unfallhilfswagen als Pkw und zudem speziell für die U-Bahn spezifiziert (München)

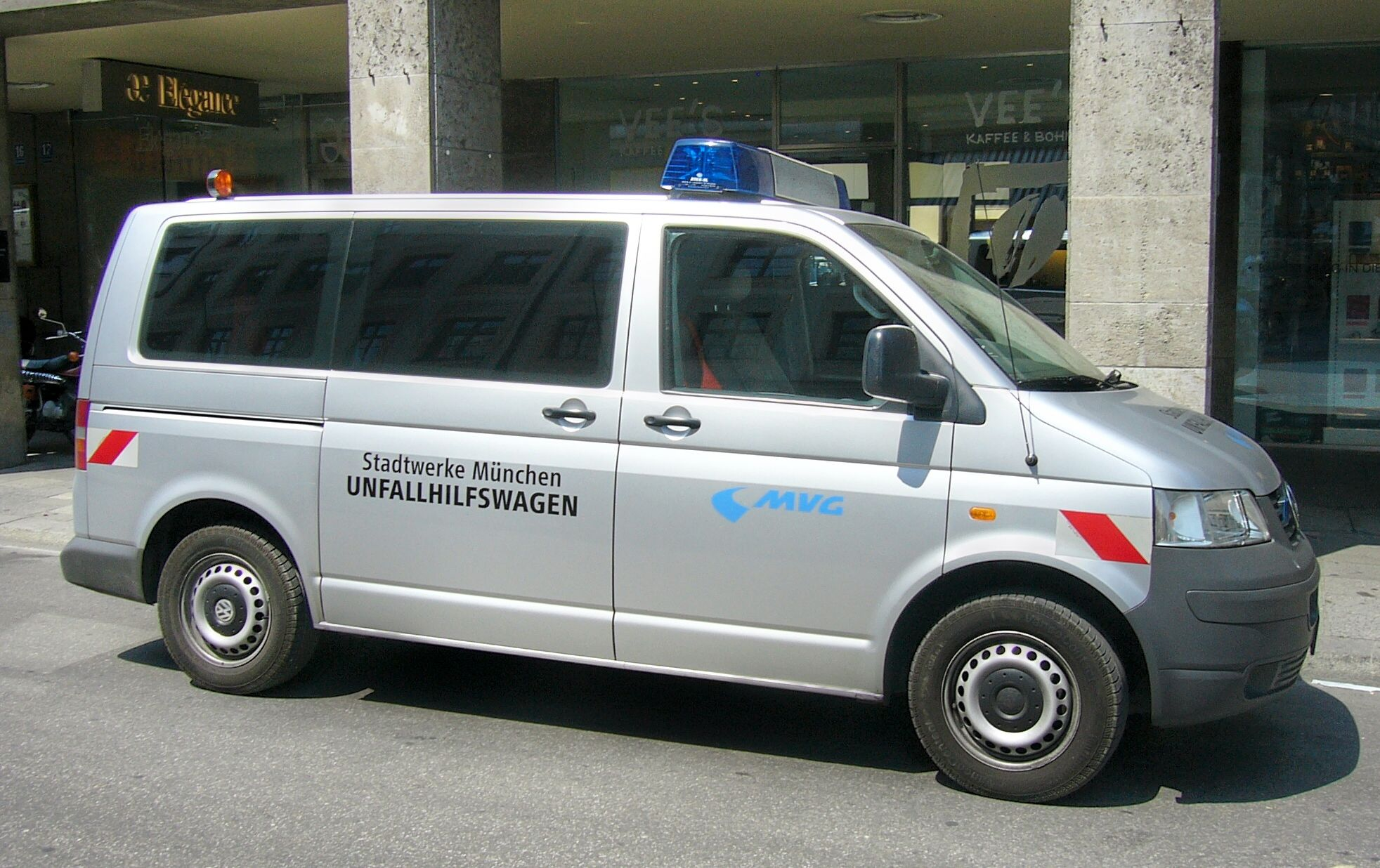
Abb. 3: Unfallhilfsfahrzeug der Münchner Verkehrsgesellschaft

## Unfallhilfswagen im ÖPNV
Die Besatzung von Unfallhilfswagen im ÖPNV besteht aus speziell geschulten Mitarbeitern (vor allem Verkehrsmeister) der Verkehrsbetriebe. Bei der Münchner Verkehrsgesellschaft sind die Fahrzeuge zum Teil mit Mitarbeitern der U-Bahn-Wache besetzt, bei anderen größeren Verkehrsbetrieben mit Mitarbeitern der Betriebsaufsicht.
Eine Besonderheit ist das Zweiwegefahrzeug für Straßenbahnen (siehe Abbildung 1). Dieses Fahrzeug ist insbesondere für das Schleppen von Straßenbahnwaggons und -zugfahrzeugen bestimmt.

## Deutsche Bahn AG

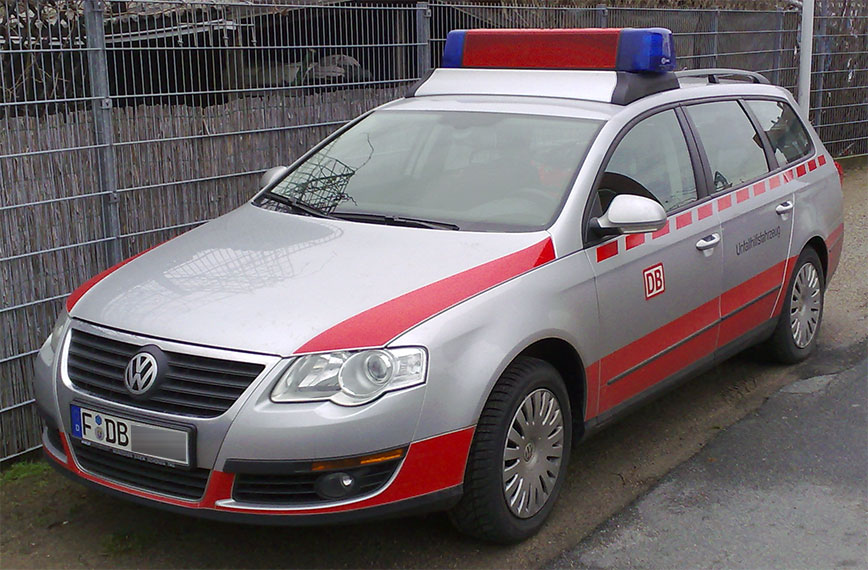
Abb. 4: Unfallhilfsfahrzeug der Deutschen Bahn AG (Pkw-Ausführung)

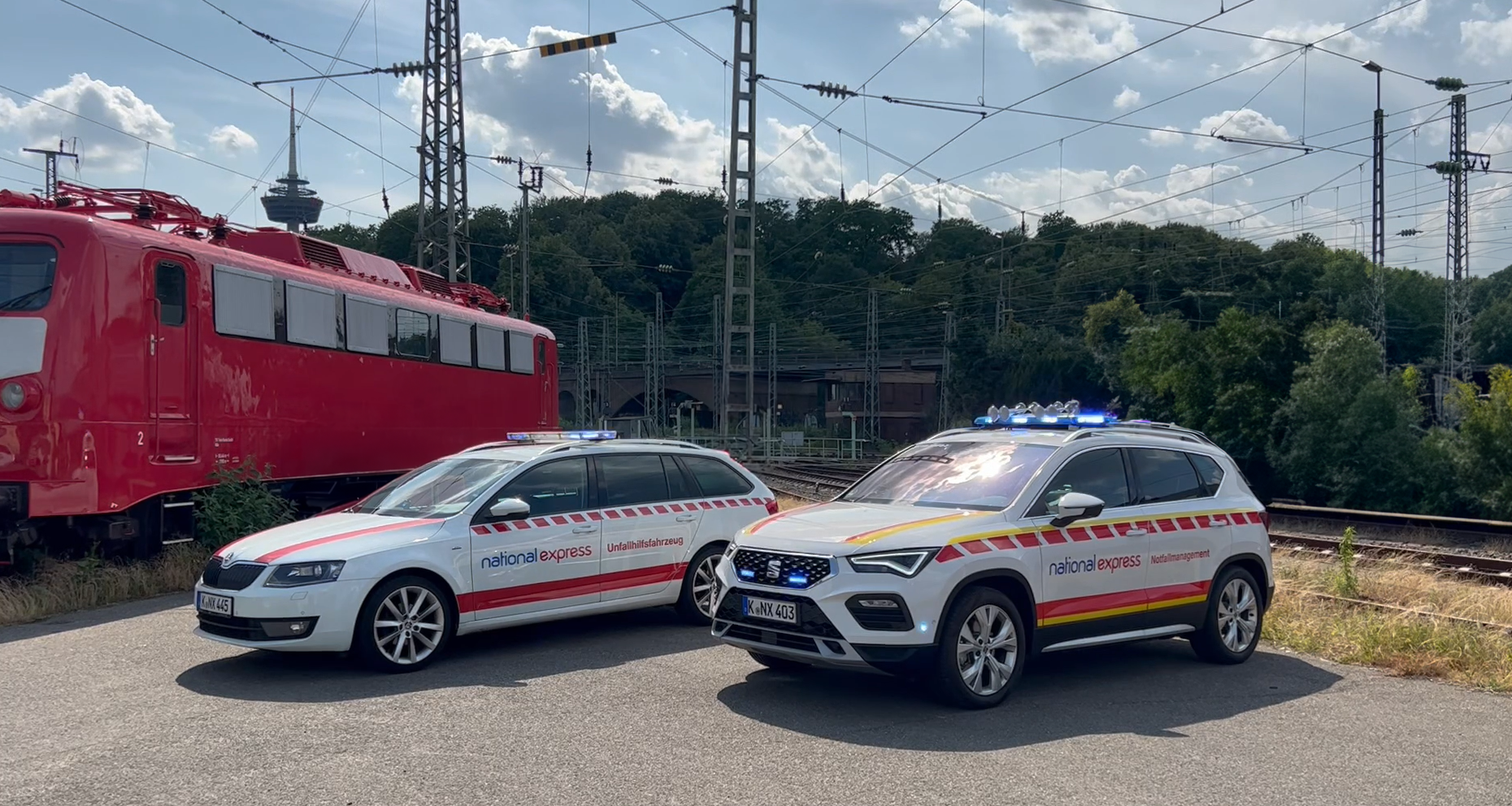
Abb. 5: Unfallhilfsfahrzeug Eisenbahnverkehrsunternehmen (hier: National Express)

Notfallmanager der Deutschen Bahn müssen als Fachberater der Feuerwehr möglichst schnell am Ereignisort eintreffen. Hierfür unterhält die Deutsche Bahn AG Unfallhilfswagen in silber-roter Farbgebung mit Sondersignalen. Eisenbahnverkehrsunternehmen sind zum Teil ebenfalls mit Unfallhilfswagen ausgestattet. Die Eisenbahnverkehrsunternehmen unterstützen dabei mit speziell ausgebildeten Mitarbeitern des Notdienstes den Notfallmanager mit fahrzeug- und unternehmensspezifischem Fachwissen. Sie sind für Aufgaben wie Erdung der Oberleitung, Evakuierung und Unfalldatensicherung zuständig.